# Godaften (Album)
Godaften er det første album af den danske producer og DJ Anton Westerlin. Albummet blev udgivet den 23. maj 2025 af Universal Music Denmark. Før albummets udgivelse blev tre singler udgivet: "Blodigt" med Annika, "Entré" med Lamin og Ozzy og "Handsome" med Benjamin Hav, JOSVA og Gilli. Albummet er et produceralbum, og det er et de første af sin slags i Danmark. Albummet er derfor kun produceret af Anton Westerlin, med gæsteoptrædener fra 25 danske kunstnere.
Ekstra Bladets Thomas Treo gav albummet 2 ud af 6 stjerner i en kritisk anmeldelse, og kaldte albummet "samlebåndsarbejde, Anton Westerlin har ekspederet på en weekend". Treo kritiserede også vokalisterne og beskrev blandt andet Benjamin Hav som "en stiv onkel til Kesis konfirmation".
Soundvenues Rasmus Weirup gav albummet 4 ud af 6 stjerner i en positiv anmeldelse, og kaldte Westerlin en "hiphopproducer på en klassisk, nærmest old school måde". Her bliver især singlerne rost, mens Benjamin Havs arbejde på "Handsome" kaldt "akavet", samt kombinationen af Andreas Odbjerg og Artigeardit på nummeret "Lidt Luv" beskrevet som "olie og vand". Weirup roser især vokalisterne Medina, Annika, Pil og Mille på "Hørt det før", og kalder kombinationen "genial".
GAFFAs Elias Kvist gav albummet 5 ud af 6 stjerner, hvor Kvist beskrev albummet som "Danmarks måske første ambitiøse produceralbum".

## Trackliste
| #   | Titel                                                       | Længde |
| --- | ----------------------------------------------------------- | ------ |
| 1.  | "Bevæg Dig Lidt"                                            | 1:12   |
| 2.  | "Hvad Er Stemningen? (feat. MAS, Kundo & ozzy)"             | 2:57   |
| 3.  | "Handsome (feat. Benjamin Hav, JOSVA & Gilli)"              | 2:31   |
| 4.  | "Byens Hold (feat. Noah Carter, KESI & Lamin)"              | 2:44   |
| 5.  | "Flueben (feat. Lamin)"                                     | 2:19   |
| 6.  | "Hørt Det Før (feat. Pil, Annika, Mille & Medina)"          | 3:34   |
| 7.  | "Hvor Skal Vi Hen? (feat. MAS, DJ Ary & Sivas)"             | 2:48   |
| 8.  | "Blodigt (feat. Annika)"                                    | 3:02   |
| 9.  | "Kaos (feat. Wicky & Icekiid)"                              | 2:33   |
| 10. | "Din Energi (Prelude)"                                      | 0:49   |
| 11. | "Din Energi (feat. August Høyen, Artigeardit & Bette)"      | 3:18   |
| 12. | "Synergi (feat. Benny Jamz & Lord Siva)"                    | 3:09   |
| 13. | "Entré (feat. Lamin & Ozzy)"                                | 2:53   |
| 14. | "Lidt Luv (feat. Andreas Odbjerg, Artigeardit & Lea Romea)" | 3:28   |
| 15. | "Før Du Går (feat. Sira Jovina & Noah Carter)"              | 2:42   |